# Pere Montanyà i d'Abad
Pere Montanyà i d'Abad (Solsona, Solsonès, 1850 - 1900) va ésser un propietari i escrivà del jutjat que fou nomenat delegat a l'Assemblea de Manresa (1892).